# UPPER ROCK/イチバンガールズ!
「UPPER ROCK/イチバンガールズ!」（アッパーロック/イチバンガールズ!）は、アップアップガールズ（仮）の7枚目のシングル。2012年10月28日に先行発売され、同年11月7日に一般発売された。

## 音楽性、構成、振り付け
「UPPER ROCK」は、これまでのアップアップガールズ（仮）の曲とは違い「熱く重厚」な曲である。曲調はエレクトロニック・ダンス・ミュージック(EDM)であり「1500%攻め曲」である。
竹中夏海による同曲のダンスの振り付けは、これまでのアップアップガールズ（仮）の曲の振り付けとは違い縦ノリであり、「（踊りながら）歌えるのか？」というぐらい激しいものとなっている。振り付けの練習は2012年10月11日に開始され、その翌日である10月12日までに、アップアップガールズ（仮）のマネージャーから竹中に対し振り付けを「もっと激しく」という要望が出され、以下のような点で激しくなった。
1. ステージを端から端まで使った大回転移動[10]
2. 前列と後列を頻繁に入れ替える[11]
3. 座りながら激しく踊る[12]
4. 左右のフォーメーションの入れ替え[13]
5. 常に上下ステップを踏み続ける[14]

初披露当日も練習は行われた。その中で、メンバーの古川小夏による新曲紹介の練習も行われ、「攻撃性150%」と紹介する部分がマネージャーによって「1500%」に変更された。
「イチバンガールズ!」は、ロック系の高速な曲調で、スラッシュメタル的な要素もある。

## リリース
2012年10月7日、アップアップガールズ（仮）は新宿BLAZEにて行われた「アップアップガールズ（仮）VS THE ポッシボー VSライブ2012」に参加し、「イチバンガールズ!」の（仮）CDを発売した。10月24日には、「UPPER ROCK」「イチバンガールズ!」の配信が開始された。10月28日、同グループはシアターGロッソにて行われた『アイドルワンダーランド2012』に参加し、CDシングルの先行販売を開始した。11月7日には、CDシングルが一般発売された。

## パフォーマンス
アップアップガールズ（仮）は2012年8月27日に汐留AXで、アップアップガールズ（仮）黒船公演 ザ・ファイナル〜アプガの夜明けは近いぜよ〜を開催した。同ライブでは4曲の新曲を初披露したが、その内の1曲として「イチバンガールズ!」を披露した。10月13日には、SHIBUYA-AXにて行われた「@JAM the Field アイドルコレクションvol.2」に参加し、「UPPER ROCK」を初披露した。

## 収録曲
全作詞・作曲・編曲：michitomo
1. UPPER ROCK(5:03)
2. イチバンガールズ!(3:56)
3. UPPER ROCK(Instrumental)
4. イチバンガールズ!(Instrumental)